# 61 Cygni
61 Cygni este o stea binară din constelația Lebăda. Este formată dintr-o pereche de stele pitice portocalii de tip K care se orbitează reciproc într-o perioadă de aproximativ 659 de ani tereștri. Cu o magnitudine aparentă de 5,20 și respectiv 6,05, acestea pot fi văzute cu binoclu pe cerul orașului sau cu ochiul liber în zonele rurale fără poluare ușoară. 
61 Cygni a atras mai întâi atenția astronomilor atunci când mișcarea sa proprie mare a fost prima dată demonstrată de Giuseppe Piazzi în 1804. În 1838, Friedrich Bessel a măsurat distanța de Pământ ca fiind de aproximativ 10,3 ani-lumină, foarte aproape de valoarea reală de aproximativ 11,4 ani lumină.
Nu au fost confirmate planete locuibile în acest sistem stelar până în prezent.